# 中核病院
中核病院（ちゅうかくびょういん）とは、複数の診療科や高度な医療機器を備え、地域医療の拠点としての役割を担う病院のこと。
従来は医療法で総合病院として規定されていたが、1996年の医療法の改正により地域医療支援病院と呼ばれている。　
従来医療法で定められていた総合病院については、許可病床数100床以上で主要な診療科（最低でも内科、外科、産婦人科、眼科、耳鼻咽喉科の5科）を含む病院とされたことから、必ずしも高度な急性期医療を提供する病院ではなかった。
なお、現在も一般市民などから総合病院と呼ばれていることも多い。中核病院は、一般的に多数の診療科を有している、その地域の中心的な病院である、二次救急以上に対応する救急病院としての機能がある、などの理由に依るものである。
また、高度な臨床研修施設を有する臨床研究中核病院など特定の分野で中心的な役割を担う病院のことを中核病院と呼ぶ場合もある。